# Ocellularia straminea
Ocellularia straminea är en lavart som först beskrevs av Edvard Vainio och som fick sitt nu gällande namn av Mason Ellsworth Hale 1980. 
Ocellularia straminea ingår i släktet Ocellularia och familjen Thelotremataceae. Inga underarter finns listade i Catalogue of Life.